# Autographa ancora
Autographa ancora là một loài bướm đêm trong họ Noctuidae.